# Saoula
Saoula (în arabă سحاولة) este o comună din provincia Alger, Algeria.
Populația comunei este de 41.690 de locuitori (2008).